# فرودگاه سنت گالن-آلترنهاین
فرودگاه سنت گالن-آلترنهاین (به انگلیسی: St. Gallen-Altenrhein Airport) یک فرودگاه با کد یاتا ACH است که یک باند فرود آسفالت دارد و طول باند آن ۱۵۰۰ متر است. این فرودگاه در شهر سنت گالن کشور سوئیس قرار دارد .

## شرکت‌های هواپیمایی و مقصدهای پروازی
The following airlines offer regular scheduled and charter flights at St. Gallen–Altenrhein Airport:
| شرکت‌های هواپیمایی   | مقصدهای پروازی |
| ------------------- | --- |
| People's Viennaline | وین فصلی: ایبیزا (آغاز از ۲۲ ژوئن ۲۰۱۷), منورکا، ناپل، ملی اکتیون، پولا چارتر فصلی: کگلیاری-الماس، اولبیا - کاستا اسمرالدا، پالما د مایورکا |

The nearest bigger airport is فریدریش هافن in آلمان, on the opposite side of Lake Constance ۴۵ کیلومتر (۲۸ مایل) to the northwest by فرابر or by plane.